# Krechowieccy herbu Sas

herb Sas

Krechowieccy, także Krechowiccy – polski ród szlachecki pieczętujący się herbem Sas, który według Bonieckiego wziął swoje nazwisko od Krechowiec w ziemi halickiej. 
Bardzo stara rodzina, o której pierwsze wzmianki w aktach grodzkich i ziemskich halickich pochodzą już z XV w. Mają wspólne pochodzenie z Knihinickimi, o czym wspominają Boniecki i Uruski.  
Od XVIII w. do II wojny światowej jedna z linii rodu Krechowieckich zamieszkiwała w powiecie tłumackim.

## Członkowie rodu
- Adam Krechowiecki – polski pisarz i publicysta